# Patek Philippe & Co.
Patek Philippe & Co. este un producător de ceasuri din Geneva și din Vallée de Joux.

## Istorie
Ceasornicarul Antoni Patek a început să facă ceasuri de bunuzar în 1839 în Geneva, împreună cu colegul său polonez Franciszek Czapek. S-au despărțit în 1844, iar în 1845 Patek s-a alăturat ceasornicarului francez, Adrien Philippe, inventatorul mecanismului care ajută la întoarcerea și reglarea cu mâna a  orei, creând astfel  primul  ceas fără cheie. Patek Philippe & Co a fost fondat în 1851.
Patek Philippe a realizat primul ceas de mână în 1868.

## Galerie

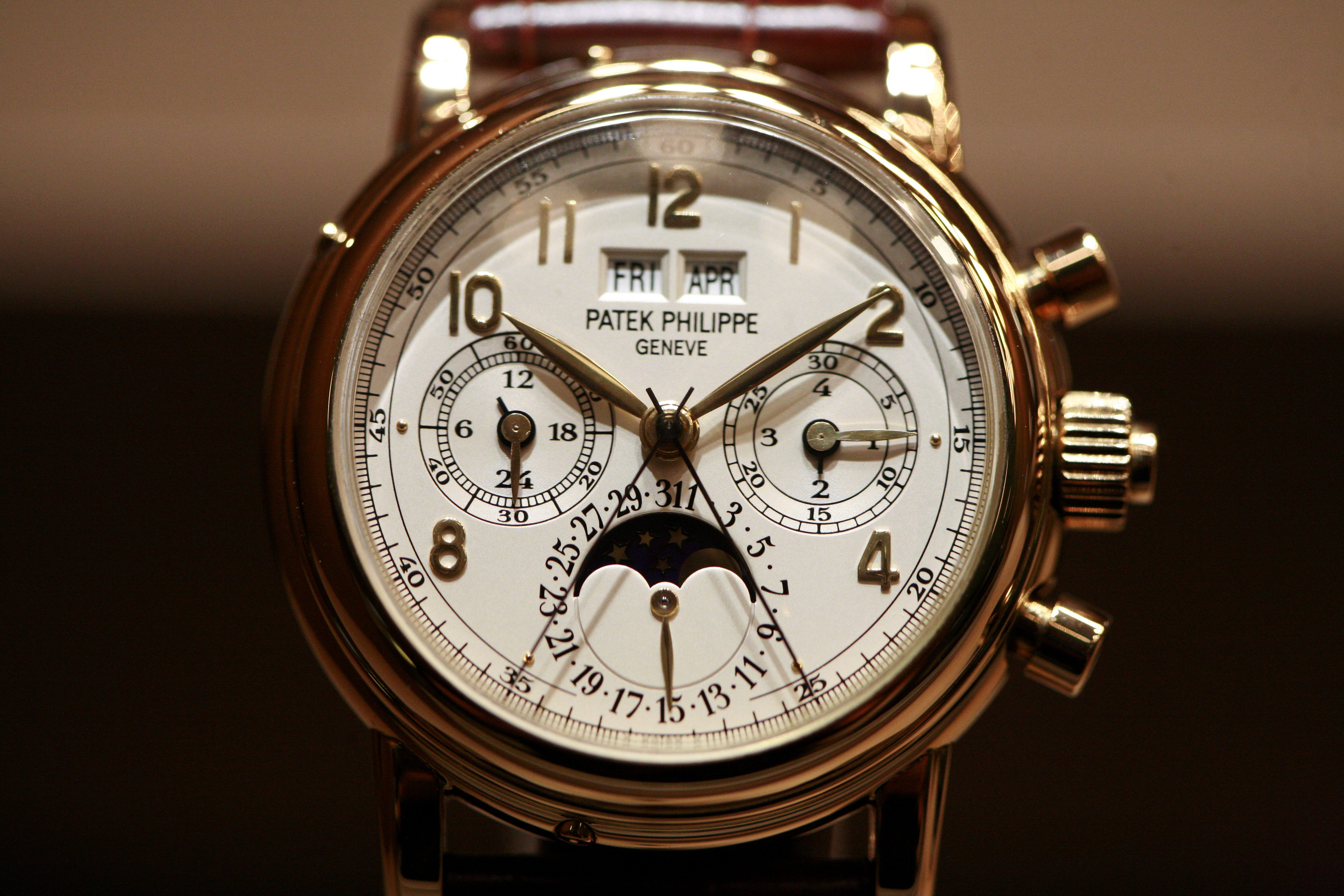
Ceas cu calendar, cronograf și fazele lunii
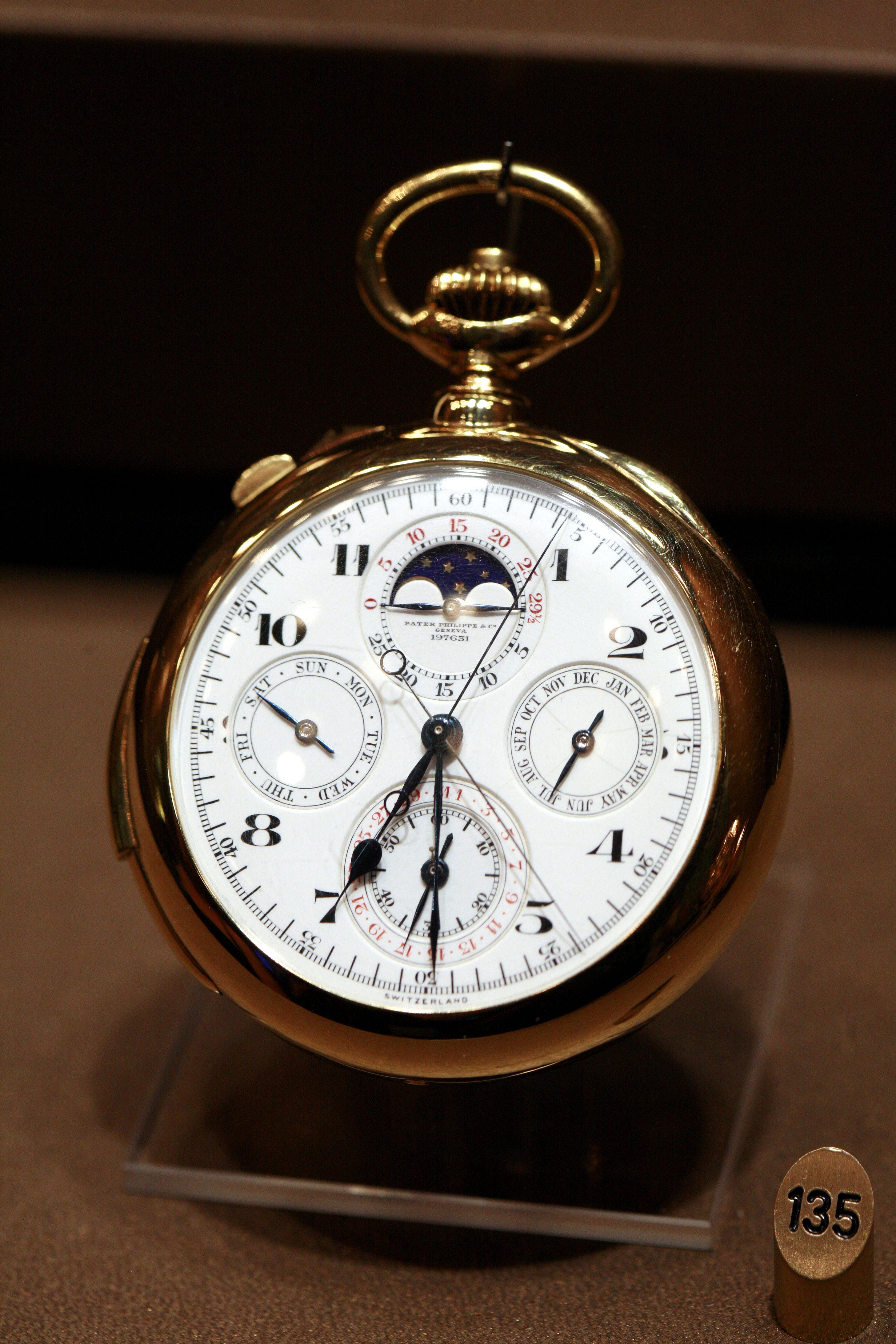
Ceas de buzunar cu calendar și fazele lunii
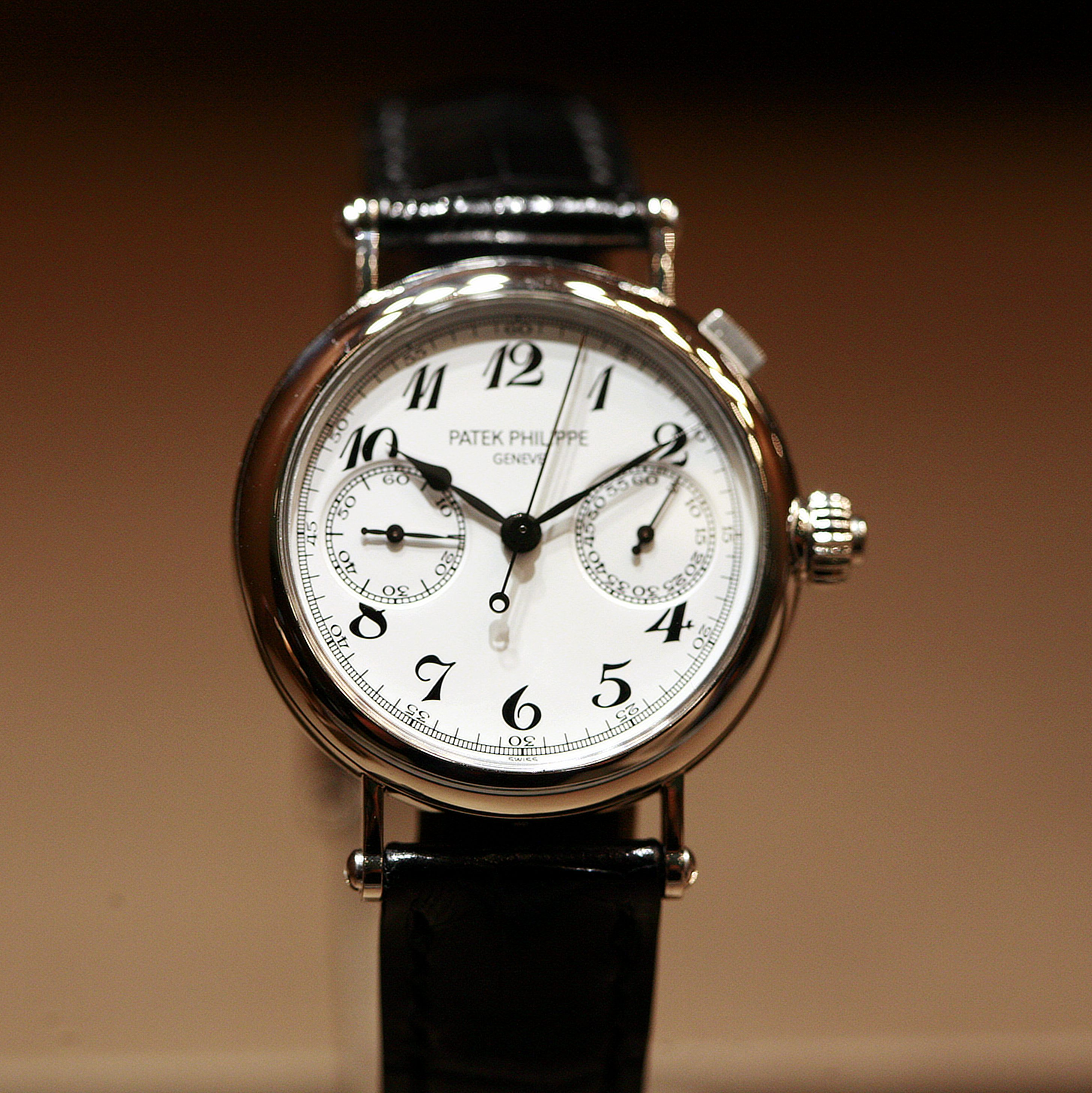
Cronograf
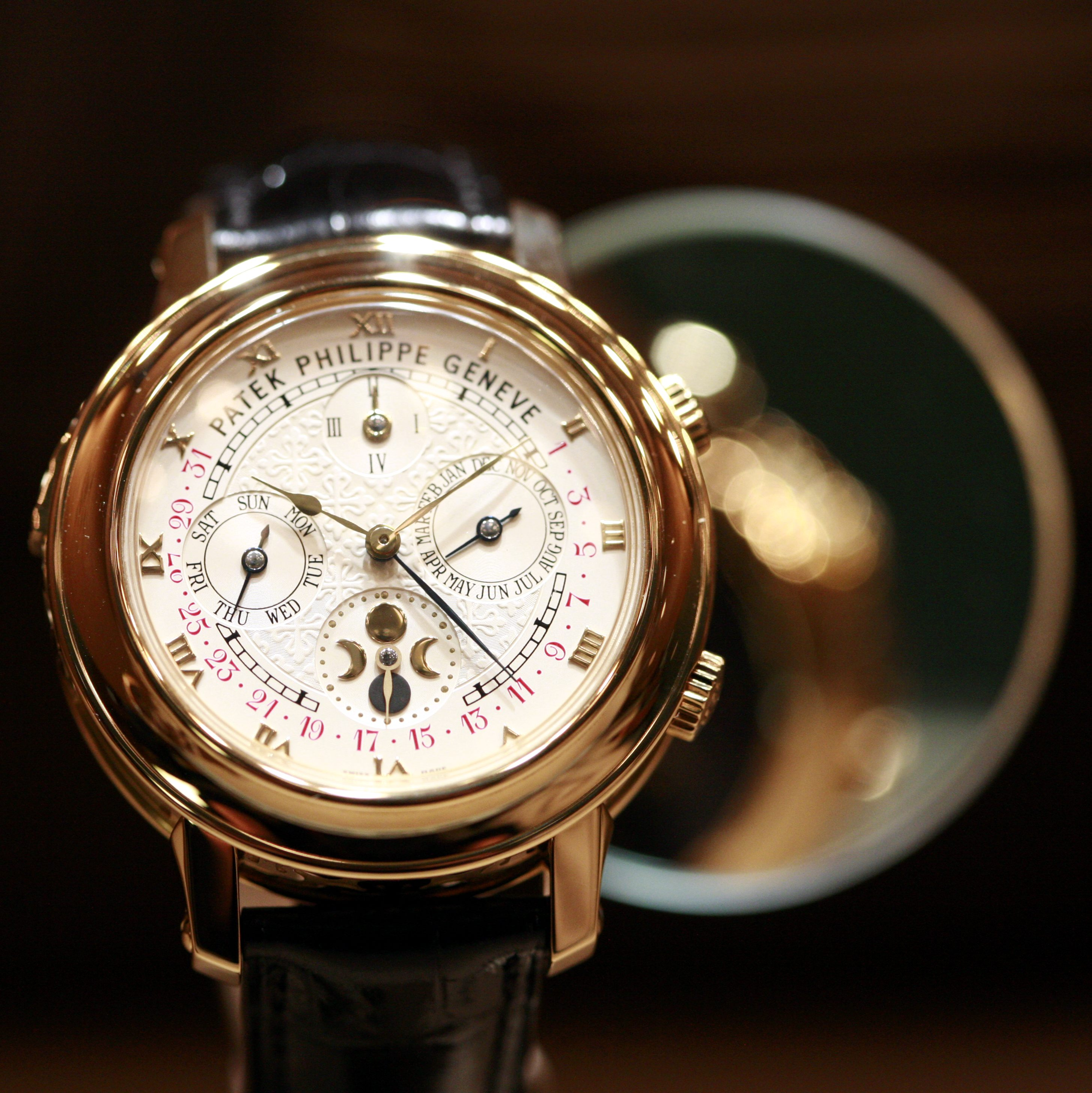
Ceas de mână cu calendar și fazele lunii
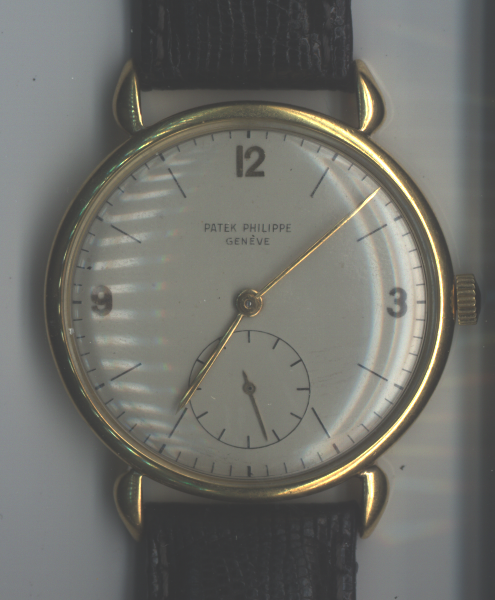
Ceas din 1940 Ref. 1543
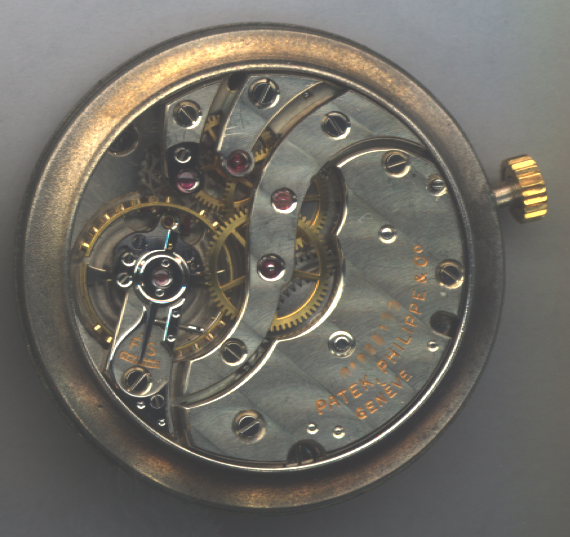
Interiorul ceasului, Ref. 1543